# Mariano Ozores Puchol
|  | «Mariano Ozores» redirigeix aquí. Vegeu-ne altres significats a «Mariano Ozores Francés». |

Mariano Ozores Puchol (Madrid, 5 d'octubre de 1926 - 21 de maig de 2025) va ser un director de cinema i guionista espanyol, germà dels actors José Luis Ozores Puchol (1923-1968) i Antonio Ozores Puchol (1928-2010) i oncle de les també actrius Adriana Ozores Muñoz (1959) i Emma Ozores Ruiz (1966), la primera filla de José Luis i la segona d'Antonio. Mariano Ozores és recordat com un paradigma del cinema de destape havent dirigit en diverses ocasions els actors de la tríada cràpula Ozores, Pajares i Esteso.
Originari de Burjassot. La seva infància va transcórrer en un món relacionat amb la interpretació, ja que els seus pares (Mariano Ozores i Luisa Puchol) eren actors i tenien la seva pròpia companyia de teatre, on el jove Mariano comença a treballar el 1940 exercint diversos oficis. Com a actor resultava dolent i gens comparable amb la talla dels seus germans, per la qual cosa va decidir buscar altres llocs artístics en la companyia dels seus pares i va deixar d'actuar cap a 1948. Els seus primers escrits humorístics els va fer per als seus pares i per a la revista satírica La Codorniz, al costat dels seus dos germans.
Es va casar amb l'actriu Teresa Arcos (filla de l'actor Rafael Arcos i de la ballarina coneguda com a La Gioconda) i van tenir una filla, Teresa, que s'ha inclinat per la psicologia.

## Inicis
El 1952 començà els seus passos al cinema contractat per Benito Perojo en la pel·lícula Ché, qué loco. Fins a finals de la dècada del 1950 va treballar amb Perojo i amb Alfonso Paso, i a partir de l'inici de les emissions de TVE el 1956 va dirigir diversos programes en aquest mitjà de comunicació.
El 1959 va dirigir el film Las dos y media y... veneno, escrit per Paso i protagonitzat per l'elenc que participaria en les seves primeres obres: els seus germans Antonio i José Luis i la seva cunyada i actriu Elisa Montés, entre d'altres. Va ser la seva primera comèdia, gènere que conrearia àmpliament en la seva carrera, a la qual li van seguir altres títols com Salto mortal (1961), Alegre juventud (1962) rodada en el Seminari Menor de Pilas (Sevilla), Chica para todo (1962), etc.
El 1963, la seva productora “La Hispànica” va fer fallida després del fracàs de “La hora incógnita” i el 1964 es va negar a aparèixer com a director del film propagandístic franquista “Morir en España”, que va rodar com a realitzador. Ozores sempre es va mantenir al marge de tendències polítiques oficials, sense que l'adoctrinament per cap d'aquestes causes hagi estat la fi del rodatge ni dels guions de les seves pel·lícules. En 1964 va treballar com a director de la segona unitat del film "Franco, ese hombre", film hagiogràfic sobre la vida i miracles del dictador.

## El «landisme»
Llavors els seus films de més èxit estaven a punt d'arribar. Tots ells s'inclouen en la comèdia espanyola típica del moment, portaveu de la realitat social de la classe mitjana i popular de l'època. Va filmar entre tres i quatre pel·lícules per any, la majoria d'elles escrites per ell, i es va convertir en un dels màxims exponents del Landisme. Figuren entre els seus actors preferits d'aquesta època pre-democràtica, a més dels seus germans, el mateix Alfredo Landa, José Luis López Vázquez, Concha Velasco, Gracita Morales i Florinda Chico, entre molts altres.
Va unir esforços amb els dos fenòmens còmics del moment: Paco Martínez Soria i Lina Morgan, i a cada film va anar conformant repartiments que han constituït la història del cine popular comercial espanyol d'aquells anys. Endemés, va aprofitar la fama de cantants famosos de l'època, com Manolo Escobar o Peret, per rodar alguns films. Hom pot destacar entre els seus millors títols d'aquest període la trilogia Operación cabaretera – Mata Hari – Secretaria (1965-66-67), protagonitzada per Gracita Morales, Crónica de nueve meses (1967), Objetivo Bi-ki-ni (1968), ¡Cómo está el servicio! (1968), El taxi de los conflictos (1969), pel·lícula formada per diverses històries que transcorren a l'interior d'un taxi i que tenian un repartiment format per desenes d'actors i cantants força coneguts i els beneficis de la qual es destinaren a finalitats caritatives, “Cuatro noches de boda” (1969), La llamaban la padrina (1972), Manolo la nuit (1973), “Fin de semana al desnudo” (1974), “Celedonio y yo somos así” (1974) i moltes més.

## Eldestape
Amb l'arribada de la Transició Democràtica, Mariano Ozores va continuar sent uns dels més prolífics directors i guionistes. Es va incorporar al cinema del destape, però a més va utilitzar els seus films com a base de crítica i paròdia de la societat i de la política del moment, situant els seus personatges dins dels grans canvis que s'estaven produint. Malgrat l'èxit del seu cinema, sempre va viure envoltat de nombroses crítiques que consideraven els seus productes com un subgènere sense valor de la cinematografia espanyola. Títols com a Alcalde por elección (1976) o El apolítico (1977) són els primers d'aquesta etapa.
Però la seva major font d'èxits comercials va arribar de la mà del duo Fernando Esteso-Andrés Pajares, amb els qui va rodar 9 pel·lícules (moltes més amb tots dos actors per separat), al costat del seu inseparable germà Antonio i d'altres figures com ara Juanito Navarro, Africa Pratt, Alfonso del Real o Marcia Bell. El primer títol de la saga va ser Los bingueros (1979), el film més taquiller a Espanya de l'any 1979, al que va seguir Los energéticos (1979), Los chulos (1981) i Padre no hay más que dos (1982), on es va aprofitar comercialment de l'èxit del grup infantil Parchís. El trio “Ozores-Pajares-Esteso” va rodar el seu últim film conjunt el 1983.
Una altra de les seves obres de més èxit al cinema dels primers 80 va ser Cristóbal Colón, de oficio descubridor (1982), escrita per Juan José Alonso Millán i protagonitzada per Pajares que va aconseguir ser una de les tres pel·lícules més taquilleres del cinema espanyol durant molts anys. En aquest ambient “històric” va rodar La loca historia de los tres mosqueteros (1983), amb el jove duo Martes y Trece.

## Els seus últims treballs
Després d'un ritme que li portà a realitzar alguns anys fins a sis pel·lícules -fins i tot versionant el mateix film El hijo del cura (1982) pocs anys després com El cura ya tiene hijo (1984)-, el ritme va decaure a mitjans de la dècada del 1980. Aquest tipus de trames ja no interessaven llavors a l'espectador mitjà, que va evolucionant cap a un altre tipus de cinema i l'estereotip del guió crític d'Ozores ja no atreu l'atenció d'abans. Els seus últims títols amb Esteso van ser Que tía la CIA i Cuatro mujeres y un lío, ambdues de 1985.
Va aprofitar llavors la fama que el seu germà Antonio estava aconseguint amb les seves aparicions al popular concurs de TVE Un, dos, tres... per rodar dos films, els títols dels quals són directament agafats de les frases estel·lars que Antonio popularitzava al programa: No hija, no i Eso sí se hace (1987). Aquesta última és la versió per a cinema de la revista Reir más es imposible que Antonio Ozores Puchol i Juanito Navarro interpreteven amb èxit al teatre i que es converteixen en el seu nou duo preferit.
Els seus últims treballs per al cinema els va fer a la fi dels 80 i principis dels 90 amb títols com Esto es un atraco (1987), Hacienda somos casi todos (1988), Disparate nacional (1990), Jet Marbella Set (1991) i Pelotazo nacional (1993), on va recuperar l'actualitat política del moment (rics, famosos i polítics corruptes) com a tema a parodiar.
En els 90, va portar a televisió dues sèries, ambdues a TVE: el 1991 realitzà Taller Mecánico, amb Antonio Ozores, María Silva i Leticia Sabater com a protagonistes, que va obtenir uns resultats acceptables, i el 1993 El sexólogo, que va ser retirada enmig d'una gran polèmica.
En els últims anys, s'ha editat en DVD amb gran èxit les 9 pel·lícules protagonitzades pel reeixit duo Esteso-Pajares.

## Filmografia com a director
- Pelotazo nacional (1993)
- Jet Marbella Set (1991)
- Disparate nacional (1990)
- Pareja enloquecida busca madre de alquiler (1989)
- Tahiti’s girl (1989)
- Hacienda somos casi todos (1988)
- Los obsesos (1988)
- Veneno que tú me dieras (1988)
- Esto es un atraco (1987)
- Esto sí se hace (1987)
- No hija, no (1987)
- Ya no va más (1987)
- Los presuntos (1986)
- Cuatro mujeres y un lío (1985)
- El recomendado (1985)
- Que tía la CIA (1985)
- Al este del oeste (1984)
- El pan debajo del brazo (1984)
- El rollo de septiembre (1984)
- Agítese antes de usarla (1983)
- El cura ya tiene hijo (1983)
- El currante (1983)
- La loca historia de los tres mosqueteros (1983)
- La Lola nos lleva al huerto (1983)
- ¡Que vienen los socialistas! (1982)
- Cristóbal Colón de oficio descubridor (1982)
- El hijo del cura (1982)
- Padre no hay más que dos (1982)
- Todos al suelo (1982)
- Brujas mágicas (1981)
- El primer divorcio (1981)
- Los chulos (1981)
- Los liantes (1981)
- Qué gozada de divorcio (1981)
- Queremos un hijo tuyo (1981)
- El erótico enmascarado (1980)
- El liguero mágico (1980)
- El soplagaitas (1980)
- Es peligroso casarse a los 60 (1980)
- Yo hice a Roque III (1980)
- Los bingueros (1979)
- Los energéticos (1979)
- Donde hay patrón (1978)
- Cuentos de las sábanas blancas (1977)
- El apolítico (1977)
- Alcalde por elección (1976)
- Ellas los prefieren locas (1976)
- Los pecados de una chica casi decente (1975)
- Mayordomo para todo (1975)
- Nosotros, los decentes (1975)
- Tío, ¿de verdad vienen de París? (1975)
- Celedonio y yo somos así (1974)
- Dormir y ligar, todo es empezar (1974)
- El calzonazos (1974)
- Fin de semana al desnudo (1974)
- El reprimido (1973)
- Jenaro, el de los catorce (1973)
- Manolo, la nuit (1973)
- Señora doctor (1973)
- Una monja y un don Juan (1973)
- Dos chicas de revista (1972)
- La descarriada (1972)
- La llamaban la Madrina (1972)
- En la red de mi canción (1971)
- La Graduada (1971)
- Si fulano fuese mengano (1971)
- Venta por pisos (1971)
- A mí las mujeres, ni fu ni fa (1970)
- En un lugar de la Manga (1970)
- Después de los nueve meses (1969)
- Cuatro noches de boda (1969)
- El taxi de los conflictos (1969)
- Matromonios separados (1969)
- Susana (1969)
- ¡Cómo está el servicio! (1968)
- Objetivo Bi-ki-ni (1968)
- Crónica de nueve meses (1967)
- Cuarenta grados a la sombra (1967)
- Operación Mata-Hari (1967)
- Operación Secretaria (1966)
- Hoy como ayer (1966)
- Operación Cabaretera (1965)
- Morir en España (1964)
- La hora incógnita (1963)
- Las hijas de Elena (1963)
- Alegre juventud (1962)
- Chica para todo (1962)
- Su alteza la niña (1962)
- Suspendido en sinvergüenza (1962)
- Salto mortal (1961)
- Las dos y media y... veneno (1959)